# قشلاق حاجي عباس
قشلاق حاجي عباس (بالإنجليزية: Qeshlaq-e Hajji Abbas)‏ هي منطقة سكنية تقع في قسم انغوت الغربي الريفي في إيران. يقدر عدد سكانها بـ 52 نسمة .